# سوق السالمية
سوق السالمية ، هو مركز تسوق متنوع تم افتتاحه عام 2000 وأنشأ على مساحة بلغت 84,000 متر مربع ولديه موقع جغرافي فريد يسهل الوصول له ومن عدة اتجاهات حيث يقع في منطقة السالمية التابعة لمحافظة حولي ، بإتجاه دوار الجوازات ، وقد بني بتصاميم معمارية مزجت بين تصاميم السوق العربي التقليدي والفن المعماري الحديث ، وفيه مساحات وحدائق خضراء خارجية للمجمع امتدت على مساحة بلغت 12,500 متر مربع ، بالاضافة الى مراكز تسويقة ومحلات تجارية متنوعة ذات علامات تجارية رائدة لتلبية إحتياجات الأسرة بأسعار تنافسية وجودة عالية ، كما يتوفر فيه سلسلة من المطاعم والمقاهي المتنوعة ومراكز ترفيهية تحت سقف واحد.

## تفاصيل إضافية للسوق
- يقع في منطقة السالمية الحيوية، مما يجعله وجهة تسوق وترفيه سهلة الوصول.
- تصميمه يجمع بين الطراز العربي التقليدي والتصاميم العصرية، مع توفير مساحات خضراء وحدائق.
- يضم المجمع محلات تجارية متنوعة، مطاعم، مقاهي، مراكز ترفيهية، مواقف سيارات، و3 قيصريات مستوحاة من التراث الكويتي.[2]

### القيصريات
- قيصرية كبر.
- قيصرية فيلكا.
- قيصرية بوبيان.

### أنشطة السوق
- سوق السمك (بسطات – مكاتب – دلالة – حراج).
- محال لبيع أسماك الزينة والطيور.
- التمور والحلوى.
- مكاتب تجارية.
- الهدايا والكماليات.
- أكشاك لبيع الزهور ومشاتل.
- أسواق مركزية.
- أسواق جملة للمواد الغذائية.
- ملاعب تسلية داخلية للأطفال وللكبار.
- الملابس الجاهزة.
- طباعة وتصوير مستندات.
- فرع بنك بكامل السوق.
- صيدلية.
- هواتف نقالة.
- مطاعم وكافتيريا ومقاهٍ.
- الأواني المنزلية.
- البقالات

### الوجهة الترفيهية
يعتبر المجمع وجهة تسوق وترفيه عائلية، حيث يضم صالات ترفيهية للأطفال والكبار، بالإضافة إلى تشكيلة واسعة من المطاعم والكافتيريات.

## انظر ايضاً
- قائمة مراكز التسوق في الكويت